# Нідергамбах
Нідергамбах (нім. Niederhambach) — громада в Німеччині, розташована в землі Рейнланд-Пфальц. Входить до складу району Біркенфельд. Складова частина об'єднання громад Біркенфельд.
Площа — 9,77 км2. Населення становить 327 ос. (станом на 31 грудня 2020).